# Chemlab
Chemlab – amerykańska grupa muzyczna grająca industrial metal, założona w Waszyngtonie, 1989 roku przez Dylana Thomasa More, Joe Franka oraz Jareda Louche (znanego pod pseudonimem Hendrickson).

## Życiorys
Zainspirowani przez Throbbing Gristle i inne kapele industrialne z lat 80. Jared Hendriksen (wokal i programowanie) i Dylan Thomas More (programowanie) spotkali się w Waszyngtonie pod koniec lat 80. Duet zaczął nagrywać pod szyldem Chemlab debiutując EP "Ten Ton Pressure" w 1990 i w następnym roku trasą z Nine Inch Nails, która przysporzyła im nowych fanów. Po tym jak podpisali kontrakt z Metal Blade Records Hendriksen i More sformowali zespół w oparciu o nowych muzyków (gitarzysta Steve Watson, basista Ned Wahl i perkusista Mark Kermanj) by w tym składzie przystąpić do nagrywania "Burn Out at the Hydrogen Bar", który został wydany w 1994 r. W następnym roku, Chemlab dokonał ponownego nagrania materiału z debiutanckiej EP na mini-LP "Magnetic Field Remixes", na którym znalazł się jeden nowy utwór i kilka remiksów. Ich drugi album "East Side Militia" mimo iż najdojrzalszy, pojawił się w 1996 tuż przed rozpadem zespołu, który miał miejsce 1997 roku. Albumy "Burn Out At The Hydrogen Bar" i "East Side Militia" sygnowane były już przez wytwórnie Fifth Column Records. W 2000 roku wychodzi album "Suture" będący formą pożegnalnej kompilacji zawierającej utwory z dotychczasowego dorobku grupy i remiksy m.in. w wykonaniu grupy KMFDM oraz jednym wcześniej nie publikowanym utworem. W roku 2004 zespół reaktywował się, ale tylko z Jaredem jako jedynym członkiem z oryginalnego składu, w tym też roku pojawił się kolejny album grupy zatytułowany "Oxidizer". Po blisko 7-letniej przerwie w istnieniu zespołu Jaredowi udało się odtworzyć Chemlab, w oparciu o muzyków z industrialnej grupy mindFIELD, i w tym składzie dać ciepło przyjęty występ w Bostonie, w sierpniu 2005. Z powodu znacznego sukcesu tego koncertu, zespół dał znów jednorazowy występ (ze względu na specyfikę muzyki zespół z nurtu electro nie miał takiej łatwości koncertowania jak zespoły stricte rockowe), tym razem w Nowym Jorku 7 stycznia 2006. Podczas trzeciego widowiska w San Francisco, 17 marca 2006 zespół wystąpił już u boku 
Babyland i Deathline International. Nastąpiła transformacja zespołu, z grupy niemal studyjnej w grupę koncertową. Zespół wystąpił na większych imprezach typu Detroit Electronic Music Festival i Blacksun Festival, niestety ucierpiała na tym twórczość grupy, ostatni album to "Rock Whore vs. Dance Floor", z 2006 zawierający wyłącznie remiksy.

## Podstawowi członkowie
- Dylan Thomas More - Programowanie, Aranżacja
- Jared Louche (Hendrickson) - Wokal, Aranżacja

## Dodatkowi muzycy
- Ned Wahl (The Deadly Nightshades)
- Charles Levi (My Life With the Thrill Kill Kult)
- Greg Lucas (The Final Cut)
- Geno Lenardo (Filter)
- William Tucker
- Paula Shark
- Gabriel Shaw (mindFIELD)
- Regan Miller (mindFIELD)
- James McAndrew (Milquetoast)
- Kraig Tyler (16 Volt/Crazy Town)
- Servo/John DeSalvo (16 Volt/KMFDM)
- Joe Frank
- Mark Kermanj
- Steve Watson
- Streetcleaner
- MindCage (Mindless Faith)

## Odniesienia wkulturze popularnej
W filmie z 1995 12 małp, plakat zespołu pojawia się kilka razy w tle akcji.

## Dyskografia

### Albumy
- Burn Out at the Hydrogen Bar (1993)
- East Side Militia (1996)
- Suture (2000)
- Oxidizer (2004)
- Rock Whore vs. Dance Floor remixes (2006)

### Single/EPki
- Ten Ton Pressure (1990)
- Magnetic Fields Remixes (1994)
- "Electric Molecular" z remiksami KMFDM (1996)
- "The Machine Age" (2003)